# Eleições em São Cristóvão e Neves
Eleições em São Cristóvão e Neves fala sobre como são realizadas as eleições país já mencionado.
A Assembleia Nacional do país tem 15 membros. O sistema é bipartidário, ou seja há uma disputa muito acirrada entre dois grandes partidos.